# 2009年土地及物業轉易法律改革法令
《2009年土地及物業轉易法律改革法令》（英語：Land and Conveyancing Law Reform Act 2009）是愛爾蘭國會的一項法令。經過多年的辯論，該法令全面改革了愛爾蘭共和國有關物業轉易（conveyancing）、抵押（mortgages）、業權註冊（registration of title）、業權申索（claims to title）、通行權（rights of way）及地役權（easements）的法律，正式廢除了一些與封建土地保有權（feudal tenure）、終身權益（life interests）、終身租契（leases for lives）及限嗣繼承（fee tail）有關的很少使用的權益。